# トライバルキックス
株式会社トライバルキックス (Tribal Kicks) は、小室哲哉が設立したイベントのプロデュースを中心に行う芸能事務所。社名はKEIKOが付けた。小室個人所有のレコーディングスタジオの運営・小室のマネージメント業務も兼ねて行っている。
一時期、木根尚登が所属していた。

## エピソード
2004年には、小室の妻であるKEIKOが大分県出身であるという関係から、Jリーグ・大分トリニータのユニフォーム胸スポンサーとなった。しかし2005年に入りチームとのスポンサー料の金額面で折り合いがつかず、公式練習着のスポンサーへ変更になり、かつ同年2月以降のスポンサー料が一時未払い状態になっていたため、そのことがマスコミで報道される事態となった。ただその後も2007年シーズンまでは同チームの「CLUB OFFICIAL SPONSORS」の一社に名前を連ねていた。
2008年11月、社長の平根と監査役が小室の詐欺に関与し逮捕された。